# Matteo Montaguti
Matteo Montaguti (Forlì, Forlì-Cesena, Emília-Romanya, 6 de gener de 1984) és un ciclista italià, professional des del 2008. Actualment corre a l'equip AG2R La Mondiale.
Abans de passar al professionalisme va destacar com a pistard, aconseguint notables resultats en campionats italians i europeus.
En carretera destaca la victòria al Giro de la Província de Reggio de Calàbria de 2010.

## Palmarès en pista
- 2005
  -  Campió d'Itàlia de puntuació
- 2007
  -  Campió d'Itàlia de persecució per equips

## Palmarès en ruta
- 2007
  -  Campió d'Itàlia en ruta amateur
- 2010
  - 1r al Giro de la Província de Reggio de Calàbria i vencedor d'una etapa
- 2012
  - Vencedor de la Classificació de la muntanya al Critèrium Internacional
  - Vencedor de la Classificació de la muntanya a la Volta a Suïssa
- 2017
  - Vencedor d'una etapa al Tour dels Alps

### Resultats al Giro d'Itàlia
- 2009. 143è de la classificació general
- 2011. 77è de la classificació general
- 2012. 81è de la classificació general
- 2014. 44è de la classificació general
- 2015. 54è de la classificació general
- 2016. 19è de la classificació general
- 2017. 51è de la classificació general
- 2018. 42è de la classificació general
- 2019. 53è de la classificació general

### Resultats a la Volta a Espanya
- 2011. 76è de la classificació general
- 2012. 72è de la classificació general
- 2013. No surt (11a etapa)
- 2015. 41è de la classificació general

### Resultats al Tour de França
- 2014. 66è de la classificació general